# Podcast
Podcast je digitalna datoteka koja sadržava audio ili audio-video zapis koji se distribuira internetom koristeći RSS tehnologiju, a namijenjen je gledanju i slušanju na računalu, digitanom prijenosnom uređaju poput iPod-a ili televizije koristeći uređaje poput Apple TV-a.
Naziv podcast je složenica riječi POD (Playable On Demand) i engleske riječi broadcast. Video podcast se još naziva i vidcast, a osobe koje se bave podcastingom se nazivaju podcasteri.
RSS agregatori specijalizirani za skidanje podcasta zovu se podcatcheri.
Prvim podcastom smatra se "The End Of Days" pokrenut 31. listopada 2003. godine.
Prvi hrvatski podcast s RSS sadržajem pokrenuo je Giuliano Marinković u rujnu 2005 i trajao je do 2010. godine.[nedostaje izvor] Bila je riječ o radio emisijama UFO Nautica koje su osim emitiranja na Radio Studentu tada dobile i podcast distribuciju.  Godine 2006. Siniša Dukarić pokreće podcast "Digital Vomiting", ali ga gasi nakon svega 3 epizode. Prvi hrvatski epizodni video podcast je eMisija.tv koji je počeo s emitiranjem 8. lipnja 2007. godine. U istom je mjesecu počela s emitiranjem emisija RadioVibrator.com kao prvi hrvatski edukativni podcast.
Prvi hrvatski podcast portal specijaliziran za distribuciju radijskih sadržaja pokrenut je 10. listopada 2008. godine na adresi mojRadio.FM  Arhivirana inačica izvorne stranice od 10. listopada 2011. (Wayback Machine).
Podcast portal namijenjen distribuciji podcast sadržaja tvrtki, udruga i institucija pokrenut je 1. lipnja 2009. godine na adresi mojPodcast.com (koja je prestala s radom u 2016). Prvi hrvatski "business & lifestyle" podcast Surove Strasti je započeo sa snimanjem krajem 2017. godine. U 2020. godini Surove Strasti su i najproduktivniji audio podcast u Hrvatskoj s preko 200 snimljenih epizoda, koje su najčešće u obliku razgovora s poduzetnicima i drugim gostima sa znamenitim postignućima ili karijerama.

## Vanjske poveznice
- Članak o podcastingu i tablica hrvatskih podcastera